# Devin Harris
Devin Lamar Harris (* 27. Februar 1983 in Milwaukee, Wisconsin) ist ein US-amerikanischer Basketballspieler, der die meiste Zeit seiner Profikarriere in der NBA für die Dallas Mavericks aktiv war, zuletzt bis 2019. 
Von 2008 bis 2011 stand er bei den New Jersey Nets unter Vertrag und wurde in der Saison 2008/09 zum NBA-All-Star gewählt.

## Karriere

### Highschool und College
Harris besuchte die East High School in Wauwatosa. Dort spielte er sowohl Basketball als auch eine Saison Volleyball. Dort wurde er ins All-Conference-Team berufen. Nach einem Jahr an der High School entschloss er sich, sich vom Volleyball zurückzuziehen, um sich ganz dem Basketball zu widmen. In seiner Sophomore-Saison kam er aufgrund diverser Verletzungen kaum zum Einsatz. In seiner Senior-Saison explodierten seine Leistungen förmlich und er stellte einen neuen Scoring-Rekord auf. Des Weiteren beendete sein Team die Saison ungeschlagen und Harris wurde zum Mr. Basketball 2001 im Staat Wisconsin gewählt.
Sein Trikot mit der Nummer 20 wurde im Jahr 2007 an der Wauwatosa East ausgestellt.
Harris akzeptierte das Angebot der University of Wisconsin–Madison und spielte fortan für die Wisconsin Badgers. Er war der zweite Spieler, dem es gelungen war, als Freshman, Sophomore und Junior in der Startformation zu stehen. In seinem ersten Jahr gewannen die Badgers die Big Ten Conference. Im darauf folgenden Jahr gewannen sie erneut und qualifizierten sich für das NCAA Division I Basketball Championship, wo sie die Sweet Sixteen erreichten. Trotz einer starken Leistung Harris’ musste sich sein Team der University of Kentucky geschlagen geben.
In seiner Junior-Saison etablierte sich Harris als einer der herausragenden College-Spielern des Landes. Er wurde Big Ten Player of the Year, erhielt den Silver Basketball Award und wurde ins Second Team All-American berufen. Harris entschloss sich, sich nach seiner dritten College-Saison für die NBA-Draft anzumelden.

### NBA

#### Dallas Mavericks
Harris wurde in der NBA-Draft 2004 an 5. Stelle von den Washington Wizards ausgewählt. Wie bereits vorher mit den Dallas Mavericks abgesprochen, tauschten die Wizards Harris zusammen mit Jerry Stackhouse und Christian Laettner, um im Gegenzug Antawn Jamison zu erhalten.
In Dallas wuchs er im Schatten von Steve Nash zu einem guten Spielmacher heran. Nash entschied sich anschließend, in der Off-Season, ein Angebot der Phoenix Suns anzunehmen. Unter Coach Don Nelson startete Harris in den ersten 19 Spielen der Saison 2004/05 und wurde zum Rookie of the Month des Monats November gewählt. Im März 2005 trat Nelson zurück und Avery Johnson wurde neuer Headcoach der Mavs, der auf Jason Terry in der Startformation baute. Am Ende der Saison verzeichnete Harris 5,7 Punkte, 2,2 Assists und 1,0 Steals.
Harris zeichnete sich vor allem durch seine Schnelligkeit und gute Defensive aus. Coach Johnson forderte seinen Point Guard auf, auch in der Offensive effizienter zu agieren. Harris startete verbessert in die Saison 2005/06, musste aufgrund einer Verletzung an der rechten Schulter im Januar jedoch zwei und ab März 24 Spiele wegen einer Quadriceps-Verletzung aussetzen. Insgesamt spielte er in der regulären Saison 56 Spiele, davon vier als Starter. Er verbesserte seine Statistiken auf 9,9 Punkte und 3,2 Assists pro Spiel. 
Pünktlich zu den Playoffs kehrte er in die Rotation der Mavericks zurück und hatte großen Anteil am Sieg über den Erzrivalen San Antonio Spurs. In einer nervenaufreibenden Serie die über sieben Spiele ging, war es Harris, der Verantwortung übernahm und die Spurs bestrafte, die sich in der Defensive hauptsächlich um Dirk Nowitzki, Josh Howard und Jason Terry kümmerten. So schaffte er es in 3 aufeinander folgenden Spielen 20, 24, sowie 18 Punkte zu erzielen. In den NBA-Finals mussten sich die Mavericks allerdings den Miami Heat mit 2:4 geschlagen geben. In 23 Playoff-Partien, davon 15 als Starter, verbuchte Harris 9,4 Punkte und 2,2 Assists.
In der Saison 2006/07 startete Harris in 61 von insgesamt 81 Spielen. Er legte 10,2 Punkte, 3,7 Assists und 1.2 Steals im Schnitt auf und verhalf den Mavericks um MVP Nowitzki, eine Rekord-Bilanz von 67:15 zu erreichen. Die Titelträume der Mavericks zerschlugen sich allerdings in der 1. Runde, als sie gegen die Achtplatzierten der Western Conference, die Golden State Warriors, überraschend mit 2:4 verloren. In 6 Spielen war Harris mit 13,2 Punkten und 5,0 Assists der einzige Lichtblick in der sonst katastrophal verlaufenden Playoff-Serie.
Harris galt als der Mavs-Point-Guard der Zukunft und wurde nach der Saison 2007 mit einem Vertrag im Wert von 42 Millionen Dollar ausgestattet, bei einer Dauer von 5 Jahren. In der Folge reifte Harris immer mehr zum Führungsspieler heran. Die Saison 2007/08 war seine bis dahin stärkste. In 39 Spielen als Starter erzielte er 14,4 Punkte, 5,3 Assists und 1,4 Steals pro Spiel.

#### New Jersey Nets, Utah Jazz und Atlanta Hawks

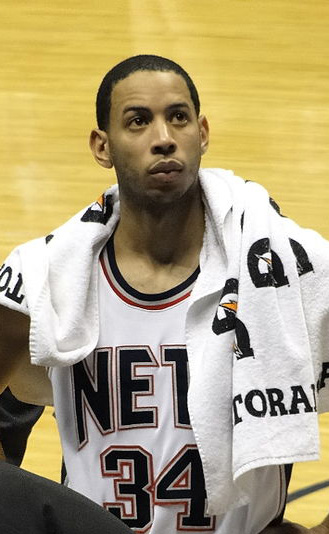
Harris im Trikot der Nets

Allerdings wurde Harris Mitte Februar 2008 in einem größeren Trade nach New Jersey zu den Nets geschickt. Die Mavericks erhielten im Gegenzug unter anderem den Veteranen Jason Kidd. Bei den Nets wurde Harris zum Star und konnte seine Statistiken erheblich verbessern. 2009 wurde er ins NBA All-Star Game gewählt.
Februar 2011 wurde Harris im Rahmen eines Trades zwischen den Nets, den Utah Jazz und den Golden State Warriors, gemeinsam mit Teamkollege Derrick Favors nach Utah transferiert. Im Gegenzug wechselte unter anderem All-Star Deron Williams zu den Nets. Bei den Jazz konnte Harris an seine Leistungen zu Nets-Zeiten nicht anknüpfen. Seine statistischen Werte sanken in Utah drastisch. 
Die Jazz tradeten Harris im Juli 2012 zu den Atlanta Hawks im Austausch für Marvin Williams. Mit den Hawks schaffte Harris den Einzug in die Playoffs 2013, schied jedoch mit dem Team in der ersten Runde aus.

#### Seit 2013
Zur Saison 2013/2014 wechselte Harris nach Ablauf seines Vertrages zurück zu den Mavericks, wo er einen Vertrag bis 2016 erhielt. Verletzungsbedingt absolvierte er jedoch nur 40 Spiele und erzielte dabei 7,9 Punkte und 4,5 Assists pro Spiel.
Harris lief bis Anfang 2018 für die Mavericks auf; als Einwechselspieler erhielt er dabei rund 20 Minuten Spielzeit pro Partie. Am 8. Februar 2018 wurde Harris in einem Drei-Team-Trade an die Denver Nuggets abgegeben. Im März desselben Jahres gelang es dem Guard, seinen 10.000. Karrierepunkt zu erzielen.
Während der NBA-Off-Season, am 8. August 2018, wechselte Harris ein drittes Mal zu den Dallas Mavericks und spielte die Saison 2018/19 dort zu Ende.